# Diocesi di Aspendo

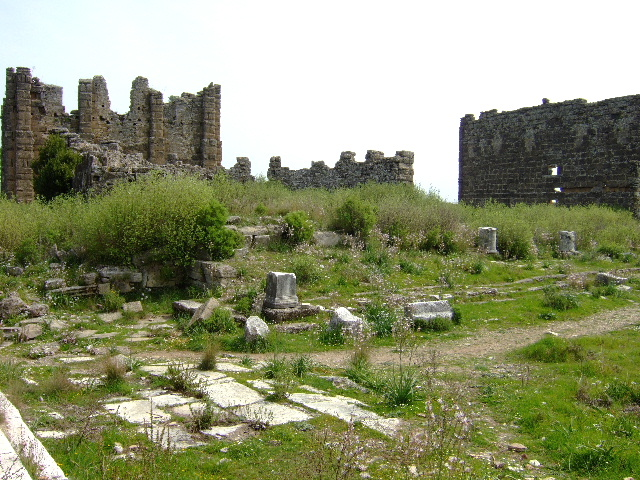
resti della città di Aspendo.

La diocesi di Aspendo (in latino Dioecesis Aspendiensis) è una sede soppressa del patriarcato di Costantinopoli e una sede titolare della Chiesa cattolica.

## Storia
Aspendo, identificabile con Balkis nell'odierna Turchia, è un'antica sede episcopale della provincia romana della Panfilia Prima nella diocesi civile di Asia. Faceva parte del patriarcato di Costantinopoli ed era suffraganea dell'arcidiocesi di Side.
La diocesi è documentata nelle Notitiae Episcopatuum del patriarcato di Costantinopoli fino al XII secolo.
Quattro sono i vescovi assegnati a questa diocesi da Michel Le Quien: Domno, che prese parte al primo concilio ecumenico celebrato a Nicea nel 325; Triboniano, che partecipò al concilio di Efeso nel 431; Timoteo, che intervenne al concilio del 448 convocato a Costantinopoli dal patriarca Flaviano per condannare Eutiche e l'anno seguente al sinodo indetto per la revisione del processo a Eutiche (aprile 449) e al cosiddetto "brigantaggio" di Efeso (agosto 449); infine Leone, che assistette al secondo concilio di Nicea nel 787. Nel concili del 431 e del 449 la sede di Aspendo è menzionata anche con il nome di "Primopoli", toponimo di origine sconosciuta.
Gli scavi archeologici hanno restituito il nome del vescovo Basilio, noto grazie alla scoperta del suo sigillo vescovile, datato al XII secolo.
Dal XIX secolo Aspendo è annoverata tra le sedi vescovili titolari della Chiesa cattolica; la sede è vacante dal 13 luglio 1967.

## Cronotassi

### Vescovi greci
- Domno † (menzionato nel 325)
- Triboniano † (menzionato nel 431)
- Timoteo † (prima del 448 - dopo il 449)
- Leone † (menzionato nel 787)
- Basilio † (circa XII secolo)

### Vescovi titolari
- Louis-Elisée Fatiguet, C.M. † (24 febbraio 1911 - 13 febbraio 1931 deceduto)
- Alfonso Maria Ferroni, O.F.M. † (28 gennaio 1932 - 11 aprile 1946 nominato vescovo di Laohekou)
- Joseph-Paul Futy, M.S. † (13 febbraio 1947 - 12 agosto 1956 deceduto)
- John Fergus O'Grady, O.M.I. † (19 dicembre 1955 - 13 luglio 1967 nominato vescovo di Prince George)